# Benthodytes violeta
Benthodytes violeta es una especie de pepino de mar de la familia Psychropotidae.
Esta especie fue descrita a partir de especímenes colectados en el Cañón de Mar del Plata, aguas afuera de la provincia de Buenos Aires, Argentina, a partir de una campaña de colecta en el 2012 a bordo del Buque Oceanográfico "Puerto Deseado" perteneciente al Consejo Nacional de Investigaciones Científicas y Técnicas (CONICET).

## Características
Benthodytes violeta tiene el cuerpo aplanado, gelatinoso y de color violeta, con borde festoneado. Mide hasta 20 cm de largo. Tiene la boca ventral y el ano terminal. En el dorso, cuenta con acho pares de apéndices (tentáculos) dispuesto en un solo círculo en la parte anterior del cuerpo. En la parte ventral del cuerpo tiene un ambulacro con cuatro hileras de pies tubulares.
Los osículos de la pared del cuerpo comprenden varillas de 200-400 µm de longitud y cruces de 120–310 µm con tres y cuatro brazos. Tambié presentan cruces primarias de 120–700 µm con una apófisis central bipartita.

## Hábitat
B. violeta vive en sedimento barroso a una profundidad de entre 1508 y 1950 metros.

## Distribución
Hasta el momento, Benthodytes violeta ha sido reportado únicamente en el Cañón de Mar del Plata.

## Material tipo
El material tipo de B. violeta se encuentra depositado en el Museo Argentino de Ciencias Naturales “Bernardino Rivadavia” (MACN) de la Ciudad Autónoma de Buenos Aires, Argentina. Holotipo: MACN-In 39098. Paratipos: MACN-In 39099-30102.